# Eulimnadia diversa
Eulimnadia diversa är en kräftdjursart som beskrevs av Karl R. Mattox 1937. Eulimnadia diversa ingår i släktet Eulimnadia och familjen Limnadiidae. Inga underarter finns listade i Catalogue of Life.